# Johann Ignaz Felbiger
Johann Ignaz von Felbiger (pol. Jan Ignacy Felbiger) (ur. 6 stycznia 1724 w Głogowie, zm. 17 maja 1788 w Bratysławie) – niemiecki zakonnik (od 1745), reformator edukacji, pedagog; w l. 1758–1778 50. opat klasztoru augustianów w Żaganiu. 

## Życiorys
Urodził się w rodzinie poczmistrza Antona Felbigera, nobilitowanego przez cesarza Karola VI. Wprowadził naukę religii do szkół katolickich według wzoru protestanckiego, ale zgodnie z nową (wypracowaną przez siebie) metodą nauczania, dzięki niemu wydano tzw. Katechizmy śląskie – katechizmy w trzech seriach dla dzieci w różnym wieku, w języku niemieckim i polskim.
W 1774 roku na zaproszenie cesarzowej Marii Teresy, za zgodą Fryderyka II przybył do Austrii. Otrzymał funkcję Głównego Komisarza Edukacji. Jego reforma stała się wzorem dla innych państw, np. Bawarii. Po śmierci Marii Teresy i objęciu rządów przez Józefa II popadł w niełaskę i został skierowany do Bratysławy dla administrowania szkołami węgierskimi.
Opublikował Methodenbuch für Lehrer der deutschen Schulen in d. Kaiserlich-Königlichen Erbländern (1775). W czasie swego urzędowania wydał liczne zarządzenia, mające na celu uporządkowanie systemu szkolnictwa najpierw śląskiego, a potem austriackiego.